# 1788 Кіесс
1788 Кіесс (1788 Kiess) — астероїд головного поясу, відкритий 25 липня 1952 року.
Тіссеранів параметр щодо Юпітера — 3,198.
Названо на честь Карла Кларенса Кіесса (англ. Carl Clarence Kiess, 1887-1967), американського астронома, який працював у Лікській обсерваторії Університету Каліфорнії.